# Cmentarz żydowski w Bytomiu
Nowy cmentarz żydowski w Bytomiu – cmentarz żydowski  założony w 1866 roku w Bytomiu, jeden z trzech czynnych cmentarzy żydowskich w województwie śląskim. Był wpisany do rejestru zabytków nieruchomych województwa śląskiego od 31 grudnia 2010 do 16 czerwca 2011. Ponownie wpisany do rejestru zabytków decyzją z 27 grudnia 2011.

## Historia
Cmentarz został założony w 1866 roku. Grunt został podarowany przez doktora Ottona Friedlaendera. Około 1890 postawiono dom przedpogrzebowy zbudowany w stylu neogotyckim ze środków fundacji Moritza i Ottona Friedlaenderów. W 1894 roku cmentarz został ogrodzony murem z cegły.
W 1939 roku zarządcą cmentarza zostało Zrzeszenie Żydów w Niemczech, podczas II wojny światowej kirkut nie uległ zniszczeniu.
Przy ogrodzeniu od strony północnej przy ul. B. Prusa architekt Marek Miodoński i rzeźbiarz Stanisław Pietrusa wznieśli Ścianę Pamięci, złożoną z macew uratowanych ze starego cmentarza żydowskiego w Bytomiu. W pobliżu umieszczono pomnik Żydów holenderskich, ofiar pracy przymusowej na Śląsku w czasie II wojny światowej.
Cmentarz był wpisany do rejestru zabytków nieruchomych województwa śląskiego od 31 grudnia 2010 roku. Zapis obejmował: budynek Bractwa Pogrzebowego, dom pogrzebowy z wozownią, ogrodzenie z bramami. 16 czerwca 2011 decyzja została uchylona przez ministra kultury i dziedzictwa narodowego. Obiekt ponownie wpisano do rejestru zabytków 27 grudnia 2011 (decyzja jest ostateczna i obowiązuje).

## Architektura
Założenie cmentarza jest oparte na liniach dwóch krzyżujących się alei, od których odchodzą mniejsze ścieżki. Na terenie kirkutu rosną stare kasztanowce, nagrobki częstokroć są pokryte bluszczem.
Zachowane macewy zostały wykonane w różnych stylach, np. renesansowym, secesyjnym czy modernistycznym.

## Stary cmentarz
Stary cmentarz żydowski w Bytomiu został założony w 1732 roku na wałach miejskich przy obecnej ulicy Piastów Bytomskich. Na cmentarzu pochowano czterech rabinów bytomskich: Rabi Moses Israel Freund (1743–1813), Mendel Cohn (1774–1829), Israel Deutsch (1800–1853), Jakub Jecheskel Levy (zmarł w roku 1864). Ostatni pochówek na starym cmentarzu miał miejsce w 1897 roku. Ostatecznie zlikwidowany został w latach sześćdziesiątych XX wieku a macewy zostały rzucone na stos na cmentarzu komunalnym. W 1991 roku wykonano z nich „ścianę pamięci”. Na bramie domu przy ulicy Piastów Bytomskich, który powstał na terenie byłego cmentarza wmurowano tablicę upamiętniającą jego istnienie.